# USS Nitze (DDG-94)
USS Nitze (DDG-94) je americký torpédoborec třídy Arleigh Burke. Jedná se o čtyřicátou čtvrtou jednotku své třídy. Postaven byl ve verzi Flight IIA. Pojmenován byl po Paulu Henry Nitzem, tajemníkovi odboru námořnictva při ministerstvu obrany Spojených států v letech 1963 až 1967. Jeho domovským přístavem je Norfolk.

## Konstrukce
Postaven byl v loděnicích Bath Iron Works v Bathu ve státě Maine. Do služby vstoupil dne 5. března 2005.

## Služba

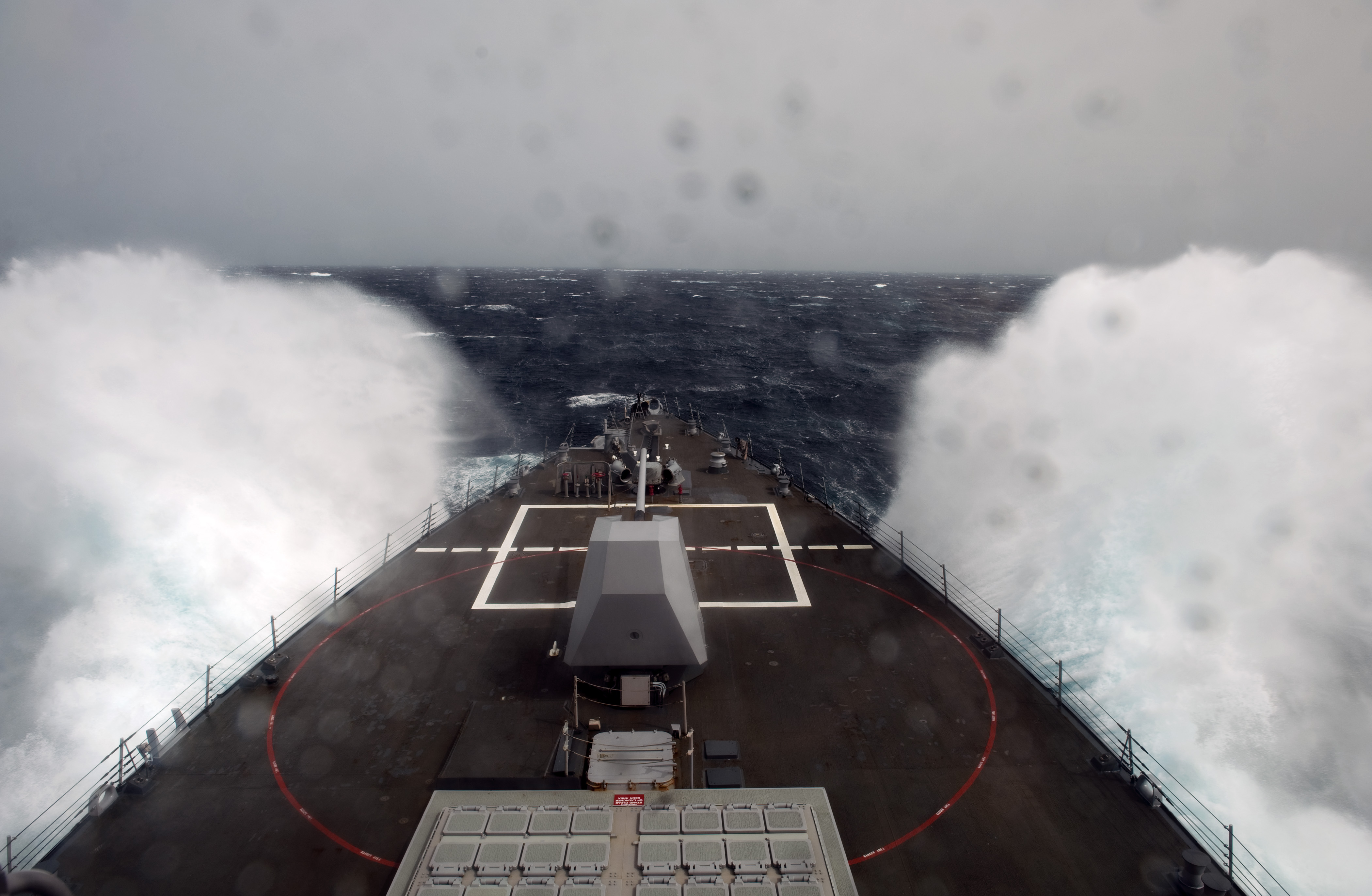
Pohled na příď lodi

Dne 23. srpna 2016 byl Nitze při proplouvání v mezinárodních vodách v Hormuzském průlivu pronásledován 4 loďmi Íránských revolučních gard. Íránské lodě se ve vysoké rychlosti přiblížily na 275 metrů k torpédoborci, nedbaly varovných rádiových výzev a zvukových a světelných signálů. Dne 13. října 2016 ve čtyři hodiny ráno vypustil Nitze z Rudého moře střely s plochou dráhou letu BGM-109 Tomahawk na tři pobřežní radarová zařízení v Jemenu pod kontrolou povstalých Hútíů bojujících proti jemenské vládě jako odvetu za raketové útoky na americké válečné lodě USS Mason a USS Ponce v blízkosti průlivu Bab-al-Mandab vedené z jemenského pobřeží.